# Suso Cecchi D'Amico
Suso Cecchi D'Amico, pseudonimo di Giovanna Cecchi (Roma, 21 luglio 1914 – Roma, 31 luglio 2010), è stata una sceneggiatrice italiana.

## Biografia

### Formazione e primi lavori
Giovanna Cecchi nasce a Roma nel 1914 da genitori toscani: il padre è il celebre critico letterario Emilio Cecchi, la madre la pittrice Leonetta Pieraccini.
Terminato il Lycée Chateaubriand di Roma non si iscrive all'Università poiché, non avendo sostenuto il baccalauréat con latino e greco «allora per continuare gli studi potevo solo iscrivermi a una o due facoltà, come per esempio botanica, che francamente non m'interessavano».
Dopo un soggiorno all'estero, in Svizzera e in Inghilterra, a Cambridge, decide di trovarsi un lavoro. Grazie all'intervento del ministro Giuseppe Bottai, «l'unico gerarca che avesse un qualche rapporto con gli intellettuali», viene assunta al Ministero delle Corporazioni, poi Ministero Scambi e Valute, dove lavora per quasi sette anni come segretaria personale di Eugenio Anzilotti, direttore generale del Commercio Estero. È in questo periodo che stringe un'importante amicizia con un giovane di grande talento, il futuro banchiere Enrico Cuccia.
Nel 1938 sposa il musicologo Fedele D'Amico, figlio di Silvio, dal quale avrà tre figli: Masolino, Silvia e Caterina.
Da sola, o insieme al padre, esegue molte traduzioni dall'inglese e dal francese, tra le altre Jude l'Oscuro di Thomas Hardy, La via del tabacco, Vita col padre, Veglia la mia casa, angelo, le opere shakespeariane Le allegre comari di Windsor e Otello insieme al padre. Abbandona quest'attività, nella quale per altro non dimostra la facilità che avrà invece il figlio Masolino, quando comincia a lavorare per il cinema.
Durante la Seconda Guerra Mondiale, mentre il marito, membro dei cattolici comunisti con Adriano Ossicini e Franco Rodano, conduce una vita clandestina a Roma e dirige il giornale Voce Operaia, si trasferisce per sei-sette mesi a Poggibonsi, nella villa dello zio Gaetano Pieraccini, medico e politico che sarà il primo sindaco di Firenze dopo la Liberazione.
Terminato il conflitto, mentre il marito è ricoverato a lungo in Svizzera per curarsi dalla tubercolosi, è «costretta ad arrabattarsi in ogni modo per mantenere sé, i suoi primi due figli […] e la casa, popolata da tate e altre donne». Tra le curiose occupazioni di questo periodo, dà lezioni di buone maniere a Maria Michi e di conversazione in inglese a Giovanna Galletti, entrambe interpreti in Roma città aperta (1945).

### Le prime sceneggiature cinematografiche
Lavora alla sua prima sceneggiatura, Avatar, una storia romantica ambientata a Venezia, ispirata a un racconto di Théophile Gautier, con Ennio Flaiano, Renato Castellani e Alberto Moravia, per Carlo Ponti, allora non ancora produttore importante. Ma il progetto viene abbandonato prima ancora di arrivare ad una sceneggiatura vera e propria, il solo Castellani porta a termine un trattamento.
Insieme a Castellani lavora a una storia tratta da un soggetto del commediografo Aldo De Benedetti, Mio figlio professore (1946), diretto dallo stesso Castellani e interpretato da Aldo Fabrizi e dalle sorelle Nava.
Insieme a Piero Tellini scrive Vivere in pace (1947) e L'onorevole Angelina (1947), entrambi diretti da Luigi Zampa, interpretati rispettivamente da Fabrizi e da Anna Magnani, con la quale comincia a frequentarsi assiduamente, stringendo uno dei suoi rari rapporti di amicizia con attori. Per il soggetto di Vivere in pace, firmato anche da Tellini e Zampa ma sostanzialmente suo, vince il Nastro d'argento per il miglior soggetto.

### Fellini, Flaiano, Zavattini, Age e Scarpelli
Partecipa insieme a Federico Fellini, benché quasi sempre assente alle riunioni, alla sceneggiatura del film Il delitto di Giovanni Episcopo (1947), tratto da un romanzo di Gabriele D'Annunzio e diretto da Alberto Lattuada.
Scrive con Ennio Flaiano la sceneggiatura di Roma città libera (1947), di Marcello Pagliero, tratto da La notte porta consiglio, un soggetto dello stesso Flaiano. Le sedute di sceneggiatura con Flaiano trascorrono «tra chiacchiere, critiche e divagazioni sul soggetto. C'era da ricavare materia per condire dieci film; e sarebbe andato tutto perduto se fosse toccato a lui cavarne il succo».
Scrive con Cesare Zavattini le sceneggiature di Ladri di biciclette (1948), proponendo il finale con il tentativo di furto della bicicletta, delle Mura di Malapaga (1949), diretto da René Clément e premio Oscar come migliore opera straniera, inoltre collabora alla sceneggiatura di Miracolo a Milano (1951).
Il sodalizio professionale con Zavattini si interrompe quando lui disconosce il film È più facile che un cammello... diretto da Zampa, di cui ha scritto il soggetto, mentre Cecchi D'Amico e Vitaliano Brancati ne hanno curato la sceneggiatura.
Lavora con Mario Monicelli e la coppia Age & Scarpelli alla scrittura de I soliti ignoti (1958). Le riunioni di sceneggiatura si concludono spesso con le liti tra Age e Scarpelli, da cui Monicelli e Cecchi D'Amico si tengono fuori, per non darvi importanza.

### Camerini e Blasetti

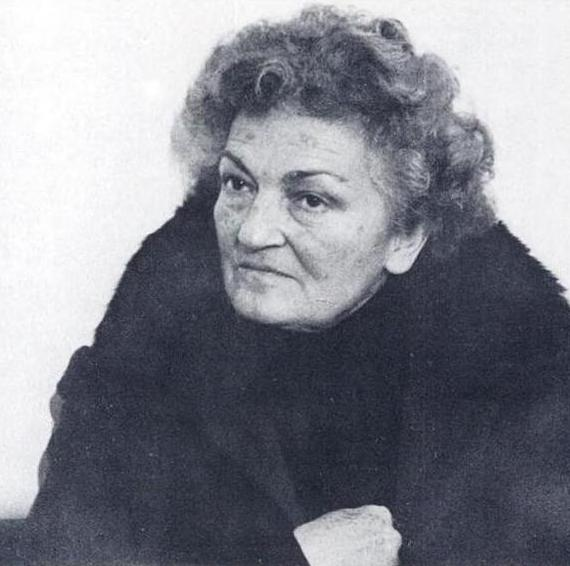
Suso Cecchi D'Amico nel 1980

Collabora alla sceneggiatura del kolossal Fabiola (1949), diretto da Blasetti. Per la scena romantica tra Fabiola (Michèle Morgan) e un bellissimo gladiatore (Henri Vidal) il regista consulta decine di persone, per un totale di quarantasette versioni, e da ciascuna prende poi un gesto o una battuta. Della sua utilizza il fatto che, durante l'incontro, l'innamorato, per far stare più comoda Fabiola, le fa un cuscino con la sabbia.
Con Flaiano scrive per Blasetti le sceneggiature di Peccato che sia una canaglia (1955), imponendo Sofia Loren nella parte della protagonista, dopo averla vista passare per Cinecittà, «bella, eccessiva, decorativa come un albero di Natale», e La fortuna di essere donna (1956).
Per Mario Camerini, definito al pari di Blasetti un regista della generazione precedente, scrive la sceneggiatura di Due mogli sono troppe (1951).

### Luchino Visconti
Il primo lavoro da sceneggiatrice per Visconti è La carrozza del Santissimo Sacramento, «che non si fece perché lui litigò con la produzione e il progetto passò a Renoir», poi è la volta di Bellissima (1951), con Anna Magnani e Walter Chiari. Quest'ultimo interpreta un personaggio che, appena accennato nella prima versione della sceneggiatura, viene sviluppato in seguito per motivi legati alla distribuzione del film.
La sceneggiatura di Senso (1954), tratta da una novella di Camillo Boito, non viene interamente girata. Riferisce la d'Amico: «Non avevo ancora una grande esperienza cinematografica con Luchino e non previdi tutti gli indugi nelle scene della villa, tutti gli attraversamenti di stanze per andare a prendere una cosa. A un certo punto delle riprese il produttore Gualino mi chiamò e mi pregò di riferire a Visconti che avrebbe chiuso. Di metraggio ce n'era più della lunghezza del film e il budget era stato ampiamente superato. Così non si girarono mai le scene della Valli che attraversa in carrozza i campi di battaglia. Il viaggio della contessa Serpieri è ridotto a un'apparizione della donna in carrozza che sarebbe dovuta passare in mezzo alle truppe insanguinate».
Collabora con Vasco Pratolini alla stesura del soggetto di Rocco e i suoi fratelli (1960). Scrive la sceneggiatura con Pasquale Festa Campanile e Massimo Franciosa, che entrambi, meridionali, si rivelano molto utili per la psicologia dei personaggi e per il tono dei dialoghi.
Nella sceneggiatura del Gattopardo (1963), dietro suggerimento di Visconti, taglia tutta la parte finale del romanzo di Tomasi di Lampedusa per dare nel ballo il senso della morte del Principe e lo sfacelo della società nobiliare dei Gattopardi. Per la sceneggiatura del film Vaghe stelle dell'Orsa... (1965), prende spunto dalla tragedia di Elettra. Per la realizzazione del film Lo straniero (1967) è obbligata a una trasposizione fedele del libro di Camus. Prima della fase di montaggio del film Ludwig (1973), è insieme a Visconti quando il regista viene colpito da un ictus che lo rende invalido per il resto della vita. Lavora a Gruppo di famiglia in un interno (1974) e L'innocente (1976).

### Michelangelo Antonioni, Francesco Rosi, Luigi Comencini
Con Antonioni realizza I vinti (1952), ispirato a fatti di cronaca, effettuando sopralluoghi e raccogliendo materiale reperibile sulla stampa e negli atti giudiziari, La signora senza camelie (1953) e Le amiche (1955), vincitore del Leone d'argento al Festival di Venezia. Collabora alla sceneggiatura del film Camicie rosse (Anita Garibaldi) (1952), diretto da Rosi e Goffredo Alessandrini, con Anna Magnani, ma il film fu definito da Cecchi d'Amico un'«avventura insensata».
Con Francesco Rosi lavora in altri tre film La sfida (1957), I magliari (1959) e Salvatore Giuliano (1962).
Con Luigi Comencini lavora al film Proibito rubare (1948), La finestra sul Luna Park (1956), Le avventure di Pinocchio (1972), scritto per la televisione, Cuore (1984) e Infanzia, vocazione e prime esperienze di Giacomo Casanova, veneziano (1969). Nel 1988 l'Università degli Studi di Bari le assegna una Laurea honoris causa in Lingue e Letterature straniere con la seguente motivazione: «La sua tecnica agguerrita e la sua vasta cultura sono stati preziosi nel lavoro letterario del film... Ha rielaborato i soggetti originali con profondo intuito letterario e straordinario senso cinematografico». Nel 1994 la Mostra di Venezia le assegna il Leone d'oro alla carriera.

### Morte
Muore a Roma dopo una lunga malattia il 31 luglio 2010.

## Filmografia

### Cinema
- Mio figlio professore, regia di Renato Castellani (1946)
- Roma città libera, regia di Marcello Pagliero (1946)
- Vivere in pace, regia di Luigi Zampa (1947)
- Il delitto di Giovanni Episcopo, regia di Alberto Lattuada (1947)
- L'onorevole Angelina, regia di Luigi Zampa (1947)
- Proibito rubare, regia di Luigi Comencini (1948)
- Ladri di biciclette, regia di Vittorio De Sica (1948)
- Fabiola, regia di Alessandro Blasetti (1949) - Non accreditata
- Le mura di Malapaga, regia di René Clément (1949)
- Cielo sulla palude, regia di Augusto Genina (1949)
- Due mogli sono troppe, regia di Mario Camerini (1950)
- È primavera..., regia di Renato Castellani (1950)
- Prima comunione, regia di Alessandro Blasetti (1950)
- È più facile che un cammello..., regia di Luigi Zampa (1950)
- Romanzo d'amore, regia di Duilio Coletti (1950)
- Miracolo a Milano, regia di Vittorio De Sica (1951)
- Bellissima, regia di Luchino Visconti (1951)
- Processo alla città, regia di Luigi Zampa (1952)
- Buongiorno, elefante!, regia di Gianni Franciolini (1952)
- Camicie rosse, regia di Goffredo Alessandrini (1952)
- Altri tempi - Zibaldone n. 1, regia di Alessandro Blasetti (1952)
- Febbre di vivere, regia di Claudio Gora (1953)
- Il sole negli occhi, regia di Antonio Pietrangeli (1953)
- La signora senza camelie, regia di Michelangelo Antonioni (1953)
- Il mondo le condanna, regia di Gianni Franciolini (1953)
- I vinti, regia di Michelangelo Antonioni (1953)
- Siamo donne - episodio Anna Magnani, regia di Luchino Visconti (1953)
- Graziella, regia di Giorgio Bianchi (1954)
- Cento anni d'amore, regia di Lionello De Felice (1954)
- Tempi nostri - Zibaldone n. 2 - episodio Il pupo, regia di Alessandro Blasetti (1954)
- Allegro squadrone, regia di Paolo Moffa (1954)
- Senso, regia di Luchino Visconti (1954)
- Peccato che sia una canaglia, regia di Alessandro Blasetti (1954)
- Proibito, regia di Mario Monicelli (1954)
- Le amiche, regia di Michelangelo Antonioni (1955)
- Kean - Genio e sregolatezza, regia di Vittorio Gassman (1956)
- La fortuna di essere donna, regia di Alessandro Blasetti (1956)
- Difendo il mio amore, regia di Giulio Macchi (1957)
- La finestra sul Luna Park, regia di Luigi Comencini (1957)
- Le notti bianche, regia di Luchino Visconti (1957)
- Mariti in città, regia di Luigi Comencini (1957)
- I soliti ignoti, regia di Mario Monicelli (1958)
- La sfida, regia di Francesco Rosi (1958)
- Nella città l'inferno, regia di Renato Castellani (1959)
- I magliari, regia di Francesco Rosi (1959)
- Estate violenta, regia di Valerio Zurlini (1959)
- Risate di gioia, regia di Mario Monicelli (1960)
- La baia di Napoli (It Started in Naples), regia di Melville Shavelson (1960)
- Rocco e i suoi fratelli, regia di Luchino Visconti (1960)
- La contessa azzurra, regia di Claudio Gora (1960)
- Il relitto, regia di Michael Cacoyannis (1961)
- I due nemici, regia di Guy Hamilton (1961)
- Boccaccio '70 - episodi Il lavoro di Luchino Visconti e Renzo e Luciana di Mario Monicelli (1962)
- Salvatore Giuliano, regia di Francesco Rosi (1962)
- Le quattro verità - episodio La lepre e la tartaruga, regia di Alessandro Blasetti (1962)
- Il Gattopardo, regia di Luchino Visconti (1963)
- Gli indifferenti, regia di Francesco Maselli (1964)
- Casanova '70, regia di Mario Monicelli (1965)
- Vaghe stelle dell'Orsa..., regia di Luchino Visconti (1965)
- Le fate - episodio Fata Armenia, regia di Mario Monicelli (1966)
- Io, io, io... e gli altri, regia di Alessandro Blasetti (1966)
- Spara forte, più forte... non capisco!, regia di Eduardo De Filippo (1966)
- La bisbetica domata (The Taming of the Shrew), regia di Franco Zeffirelli (1967)
- Lo straniero, regia di Luchino Visconti (1967)
- L'uomo, l'orgoglio, la vendetta, regia di Luigi Bazzoni (1968)
- Infanzia, vocazione e prime esperienze di Giacomo Casanova, veneziano, regia di Luigi Comencini (1969)
- Senza sapere niente di lei, regia di Luigi Comencini (1969)
- Metello, regia di Mauro Bolognini (1970)
- La mortadella, regia di Mario Monicelli (1971)
- Il diavolo nel cervello, regia di Sergio Sollima (1972)
- I figli chiedono perché, regia di Nino Zanchin (1972)
- Fratello sole, sorella luna, regia di Franco Zeffirelli (1972)
- Ludwig, regia di Luchino Visconti (1972)
- Amore e ginnastica, regia di Luigi Filippo D'Amico (1973)
- Amore amaro, regia di Florestano Vancini (1974)
- Gruppo di famiglia in un interno, regia di Luchino Visconti (1974)
- Prete, fai un miracolo, regia di Mario Chiari (1975)
- Dimmi che fai tutto per me, regia di Pasquale Festa Campanile (1976)
- L'innocente, regia di Luchino Visconti (1976)
- Caro Michele, regia di Mario Monicelli (1976)
- Les mots pour le dire, regia di José Pinheiro (1983)
- Bertoldo, Bertoldino e Cacasenno, regia di Mario Monicelli (1984)
- Le due vite di Mattia Pascal, regia di Mario Monicelli (1985)
- I soliti ignoti vent'anni dopo, regia di Amanzio Todini (1985)
- Speriamo che sia femmina, regia di Mario Monicelli (1986)
- Caravaggio, regia di Derek Jarman (1986) - Non accreditata
- L'inchiesta, regia di Damiano Damiani (1986)
- Oci ciornie, regia di Nikita Michalkov (1987)
- Ti presento un'amica, regia di Francesco Massaro (1987)
- I picari, regia di Mario Monicelli (1988)
- Stradivari, regia di Giacomo Battiato (1988)
- Il male oscuro, regia di Mario Monicelli (1990)
- Rossini! Rossini!, regia di Mario Monicelli (1991)
- Parenti serpenti, regia di Mario Monicelli (1992)
- La fine è nota, regia di Cristina Comencini (1993)
- Cari fottutissimi amici, regia di Mario Monicelli (1994)
- Facciamo paradiso, regia di Mario Monicelli (1995)
- Bruno aspetta in macchina, regia di Duccio Camerini (1996)
- Se non mi vuoi, regia di Miriam Pucitta (1998)
- La stanza dello scirocco, regia di Maurizio Sciarra (1998)
- Panni sporchi, regia di Mario Monicelli (1999)
- Un amico magico: il maestro Nino Rota, regia di Mario Monicelli (1999)
- Il mio viaggio in Italia, regia di Martin Scorsese (1999)
- Il cielo cade, regia di Andrea e Antonio Frazzi (2000)
- Raul - Diritto di uccidere, regia di Andrea Bolognini (2005)

### Televisione
- Vita col padre e con la madre, regia di Daniele D'Anza (1960) - Miniserie TV
- Giovanni ed Elviruccia, regia di Paolo Panelli (1970) - Miniserie TV
- Le avventure di Pinocchio, regia di Luigi Comencini (1972) - Miniserie TV
- Gesù di Nazareth, regia di Franco Zeffirelli (1977) - Miniserie TV
- La velia, regia di Mario Ferrero (1980) - Miniserie TV
- Vita di Antonio Gramsci, regia di Raffaele Maiello (1981) - Film TV
- Cuore, regia di Luigi Comencini (1984) - Film TV
- La Storia, regia di Luigi Comencini (1986) - Miniserie TV
- La moglie ingenua e il marito malato, regia di Mario Monicelli (1989) - Film TV
- Marco e Laura dieci anni fa, regia di Carlo Tuzii (1989) - Film TV
- Come quando fuori piove, regia di Mario Monicelli (2000) - Miniserie TV
- L'inchiesta, regia di Giulio Base – miniserie TV (2006)

### Programmi radio RAI
- I due timidi, opera radiofonica di Suso Cecchi d'Amico, musica di Nino Rota, orchestra sinfonica di Roma diretta da Franco Ferrara, regia di Guglielmo Morandi, trasmessa il 28 luglio 1953, nel secondo programma.

## Pubblicazioni
- L. Visconti-S. Cecchi d'Amico, Marcia nuziale, Collana Grandi Racconti n.2, Roma, e/o, marzo 1995, ISBN 978-88-764-1246-2.
- Storie di cinema (e d'altro) raccontate a Margherita d'Amico. L'Italia di scrittori, giornalisti, politici, registi, attori, musicisti dagli anni Trenta a oggi, Collana Memorie, Milano, Garzanti, 1996, ISBN 88-11-738-55-5; Collana Tascabili, Milano, Bompiani, 2002.
- Suso a Lele. Lettere [dicembre 1945 _ marzo 1947], a cura di Silvia e Masolino d'Amico, Collana Overlook, Milano, Bompiani, 2016, ISBN 978-88-452-8161-7.

### Sceneggiature
- S. Cecchi d'Amico-Luchino Visconti, Alla ricerca del tempo perduto. Sceneggiatura dall'opera di Marcel Proust, Introduzione di Giovanni Raboni, Collana Oscar Teatro e Cinema, Milano, Mondadori, agosto 1986.
- S. Cecchi d'Amico-Silvia d'Amico Bendicò, La presa del potere di Cosimo de' Medici: sceneggiatura di un film non realizzato, Cinema. Collana di Sceneggiature, Mantova, Circolo del Cinema, 1996.
- Francesco Rosi-S. Cecchi d'Amico-Enzo Provenzale, La sfida, a cura di A. Cattini, Cinema. Collana di Sceneggiature, Mantova, Circolo del Cinema, 2001, ISBN 978-88-871-2324-1.
- La fortuna di essere donna. E altre storie per il cinema, a cura di Caterina d'Amico e Francesco Piccolo, Collana I Millenni, Torino, Einaudi, 2025, ISBN 978-88-062-6735-3.

### Curatele
- Il film "Il Gattopardo" e la regia di Luchino Visconti, Introduzione di Emilio Cecchi, Collana Cinematografica. Dal soggetto al film n.29, Bologna, Cappelli, 1963.

### Traduzioni
- Thomas Hardy, Jude l'oscuro, Firenze-Roma, Edizioni Casini, 1964, 1987. - Torino, Einaudi, 1990.

## Premi e riconoscimenti

### Premi cinematografici
- Mostra del cinema di Venezia
  - 1993: Premio Pietro Bianchi
  - 1994: Leone d'oro alla carriera
- David di Donatello
  - 1980: David speciale
  - 1986: David Luchino Visconti; miglior sceneggiatura - Speriamo che sia femmina
  - 2006: David del Cinquantenario
- Nastri d'argento
  - 1947: miglior soggetto - Vivere in pace[29]
  - 1949: miglior sceneggiatura - Ladri di biciclette
  - 1950: miglior sceneggiatura - È primavera...
  - 1959: miglior soggetto - La sfida; miglior sceneggiatura - I soliti ignoti
  - 1961: miglior sceneggiatura - Rocco e i suoi fratelli
  - 1986: miglior sceneggiatura - Speriamo che sia femmina
  - 1987: miglior soggetto - L'inchiesta
- Ciak d'oro
  - 1988: Migliore sceneggiatura per Oci ciornie[30]
- Festa del cinema di Roma
  - 2010 – Marc'Aurelio d'Oro alla carriera

## Tributi

### Premio Suso Cecchi D'Amico (Bif&st Bari)
Dal 2009 al 2011 il Bif&st di Bari ha assegnato un Premio intitolato a Suso Cecchi D'Amico per la migliore sceneggiatura tra i film del festival.

### Premio Suso Cecchi D'Amico Castiglioncello per la sceneggiatura
Dal 2012 il Comune di Rosignano Marittimo, per volontà del sindaco  Alessandro Franchi e in accordo con la famiglia, ha istituito il Premio Suso Cecchi D'Amico, destinato ogni anno alla miglior sceneggiatura originale di un film italiano che abbia come protagonista una donna. A partire dal 2015, il Premio viene assegnato ogni 21 luglio, data di nascita di Suso Cecchi D'Amico. La cerimonia di premiazione, aperta al pubblico, si svolge a Castiglioncello, località scelta dalla sceneggiatrice quale luogo di vacanza e di lavoro.
Alla realizzazione del Premio collaborano Mediateca Regionale Toscana, Centro Studi Commedia all'italiana, Rosignano Film Commission, Armunia Festival Costa degli Etruschi e Cinema Castiglioncello.
Prima edizione (2012): Premio attribuito ad Alice Rohrwacher per la sceneggiatura del film Corpo celeste.
Giuria: Oreste De Fornari, Massimo Ghirlanda, Stefania Ippoliti, Alessandra Levantesi, Nada Malanima, Paolo Mereghetti, Paolo Virzì.
Seconda edizione (2013): Premio attribuito a Salvatore Mereu per la sceneggiatura del film Bellas mariposas.
Giuria: Oreste De Fornari, Massimo Ghirlanda, Stefania Ippoliti, Alessandra Levantesi, Alice Rohrwacher. Presidente: Enrico Vanzina.
Terza edizione (2014): Premio attribuito a Edoardo Winspeare e Alessandro Valenti per la sceneggiatura del film In grazia di Dio.
Menzione speciale alla sceneggiatura del film Anni felici di Daniele Luchetti.
Giuria: Oreste De Fornari, Massimo Ghirlanda, Stefania Ippoliti, Alessandra Levantesi, Salvatore Mereu. Presidente: Marco Risi.
Quarta edizione (2015): Premio attribuito a Francesca Archibugi e Francesco Piccolo per la sceneggiatura del film Il nome del figlio.
Giuria: Oreste De Fornari, Massimo Ghirlanda, Stefania Ippoliti, Alessandra Levantesi, Alessandro Valenti, Edoardo Winspeare. Presidente: Giovanna Ralli.
Quinta edizione (2016): Premio attribuito a Filippo Gravino, Francesca Manieri e Matteo Rovere per la sceneggiatura del film Veloce come il vento.
Giuria: Oreste De Fornari, Massimo Ghirlanda, Stefania Ippoliti, Alessandra Levantesi, Francesca Archibugi e Francesco Piccolo. Presidente: Cristina Comencini.
Sesta edizione (2017): Premio attribuito a Francesca Archibugi e Paolo Virzì per la sceneggiatura del film La pazza gioia.
Giuria: Oreste De Fornari, Massimo Ghirlanda, Stefania Ippoliti, Alessandra Levantesi, Filippo Gravino, Francesca Manieri e Matteo Rovere. Presidente: Francesco Bruni.
Settima edizione (2018): Premio attribuito a Susanna Nicchiarelli per la sceneggiatura del film Nico, 1988.
Giuria: Oreste De Fornari, Massimo Ghirlanda, Stefania Ippoliti, Alessandra Levantesi, Francesca Archibugi e Paolo Virzì. Presidente: Cristina Comencini.
Ottava edizione (2019): Premio attribuito a Michela Occhipinti e Simona Coppini per la sceneggiatura del film Il corpo della sposa - Flesh Out.
Giuria: Oreste De Fornari, Massimo Ghirlanda, Stefania Ippoliti, Alessandra Levantesi, Susanna Nicchiarelli. Presidente: Ugo Chiti.
Nona edizione (2020): Premio attribuito a Mario Piredda e Giovanni Galavotti per la sceneggiatura del film L'agnello.
Giuria: Oreste De Fornari, Massimo Ghirlanda, Stefania Ippoliti, Alessandra Levantesi, Michela Occhipinti e Simona Coppini. Presidente: Giacomo Scarpelli.
Decima edizione (2021): Premio attribuito a Susanna Nicchiarelli per la sceneggiatura del film Miss Marx.
Giuria: Oreste De Fornari, Massimo Ghirlanda, Stefania Ippoliti, Alessandra Levantesi, Mario Piredda e Giovanni Galavotti. Presidente: Michele Placido.
Undicesima edizione (2022): Premio attribuito a Laura Samani, Elisa Dondi e Marco Borromei per la sceneggiatura del film Piccolo corpo.
Giuria: Oreste De Fornari, Massimo Ghirlanda, Stefania Ippoliti, Alessandra Levantesi e Susanna Nicchiarelli. Presidente: Ivan Cotroneo.
Dodicesima edizione (2023): Premio attribuito a Andrea Pallaoro e Orlando Tirado per la sceneggiatura del film Monica.
Giuria: Oreste De Fornari, Massimo Ghirlanda, Stefania Ippoliti, Alessandra Levantesi, Laura Samani, Elisa Dondi e Marco Borromei. Presidente: Francesca Archibugi.
Tredicesima edizione (2024): Premio attribuito a Giulia Calenda, Furio Andreotti e Paola Cortellesi per la sceneggiatura del film C'è ancora domani.
Giuria: Oreste De Fornari, Massimo Ghirlanda, Stefania Ippoliti, Alessandra Levantesi, Andrea Pallaoro, Orlando Tirado. Presidente: Susanna Nicchiarelli.
Quattordicesima edizione (2025): Premio attribuito a Alessandro Cassigoli e Casey Kauffman per la sceneggiatura del film Vittoria.
Giuria: Oreste De Fornari, Massimo Ghirlanda, Stefania Ippoliti, Alessandra Levantesi, Paola Cortellesi, Giulia Calenda, Furio Andreotti. Presidente: Paola Pitagora.